# Zakład Wydawniczy Nomos
Zakład Wydawniczy „Nomos” – polskie wydawnictwo naukowe.
Powstało w styczniu 1991 roku w kręgu pracowników krakowskich uczelni i przy współpracy naukowców z wielu innych ośrodków akademickich. Celem zakładu jest wydawanie i promowanie publikacji naukowych z nastawieniem na specjalizację w dziedzinie wiedzy o religii.